# Ferrovia Londra-Brighton
La ferrovia Londra-Brighton (in inglese Brighton Main Line, nota anche come South Central Main Line) è una delle linee fondamentali del Regno Unito che unisce le città di Londra e Brighton.

## Storia

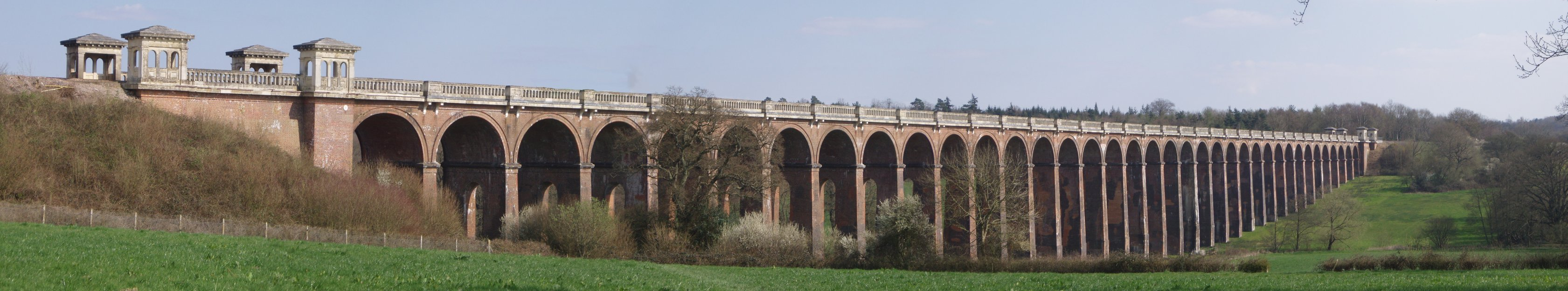
Il viadotto della Valle dell'Ouse

### Origini
Le proposte iniziali per la costruzione di una ferrovia tra Londra e Brighton erano sei. Con l'Atto parlamentare del 15 luglio 1837, emanato dopo una lunga e costosa battaglia, è stata scelta quella della società London and Brighton Railway che prevedeva con il percorso più diretto, dipandandosi dalla ferrovia Londra-Croydon all'altezza di Norwood Junction si dirigeva verso Brighton. Una condizione richiesta dal Parlamento era che, tra Croydon e Redhill, la società condividesse i binari della sua ferrovia con i servizi della societò South Eastern Railway diretti a Dover. Questa clausola ha dato origine a sessant'anni di controversie tra le due compagnie.
Negli anni in cui è stata costruita, il territorio tra Londra e Brighton era in gran parte rurale. La linea era stata progettata per attraversare le colline delle Downs del Nord, il Weald e le colline delle Downs del Sud, evitando quanto più possibile di costruire con pendenze elevate.
A causa del terreno difficile e della popolazione relativamente scarsa tra Croydon e Brighton, la linea bypassava diverse città e villaggi che sorgevano lungo la strada che collegava Londra e Brighton, come Reigate e Crawley. Ciò nonostante, ha richiesto notevoli lavori di sbancamento, in particolare con la costruzione di uno dei più grandi tagli della Gran Bretagna, attraverso le Downs del Nord presso Merstham, con la realizzazione di sette gallerie (inizialmente Merstham, Balcombe, Haywards Heath, Clayton e Patcham, e successivamente presso Quarry e Redhill) e la costruzione di diversi terrapieni. Per evitare forti pendenze o deviazioni, vicino a Balcombe è stato costruito il viadotto della Valle dell'Ouse, lungo 450 m e alto 29 m nel suo punto massimo.
La linea è stata aperta in due fasi:
- 12 luglio 1841: da Norwood Junction a Haywards Heath;
- 21 settembre 1841: da Haywards Heath a Brighton.

### Elettrificazione
La ferrovia Londra-Brighton è stata la prima linea principale del Regno Unito a essere interamente elettrificata.
La società London, Brighton and South Coast Railway terminato i lavori di elettrificazione della ferrovia di Londra Sud, che gestiva, nel dicembre del 1909; per l'elettrificaizone di questa aveva utilizzato un sistema aereo ad alta tensione monofase.
Dopo tre anni è stata convertita anche la linea ferroviaria tra Londra Victoria e Selhurst e, nel 1921, sono stati elaborati dei piani per estendere l'elettrificazione aerea fino a Brighton. Nel 1925 l'elettrificazione aerea è stata estesa verso al confine dell'odierna Grande Londra, presso la stazione di Coulsdon Nord, prima di essere smantellata dall'operatore che aveva preso in gestione la linea nel 1923: con l'Atto parlamentare del 1921, la società a società London, Brighton and South Coast Railway è stata inglobata nella società Southern Railway che ha deciso di uniformarsi al sistema di terza rotaia di un'altra compagnia in essa inglobata, la London and South Western Railway.
Tra il 1928 e il 1929, quindi, è iniziata la conversione al sistema di terza rotaia delle ferrovie che erano gestite dalla London, Brighton and South Coast Railway.
Lungo la ferrovia Londra-Brighton, il passaggio all'elettrificazione a terza rotaia è stato attuato a fasi da nord a sud: nel 1929 la linea era stata elettrificata fino a Coulsdon Nord; nel luglio del 1932 fino a Three Bridges, per poi raggiungere Brighton e la stazione di West Worthing, sulla costa, il 1º gennaio 1933.

### Incidenti
- Nell'incidente ferroviario del avvenuto all'interno della galleria di Clayton il 25 agosto 1861, un segnalatore permise erroneamente a un treno passeggeri di entrare nella galleria nonostante la sezione fosse occupata da un altro treno; nella collisione 23 passeggeri hanno perso la vita e 176 sono rimasti feriti.
- L'8 marzo 1965, un treno merci deragliò presso la stazione di Streatham Common; tutte e quattro i binari sono rimasti bloccati e, per questo, si è resa necessaria la chiusura della ferrovia tra le stazioni di Balham e Selhurst.[5]
- Il 16 dicembre 1972, due convogli passeggeri si sono scontrati presso il bivio di Copyhold, nel West Sussex, dopo che uno dei conducenti aveva letto male i segnali; quindici persone sono rimaste ferite.[6]
- Nell'incidente ferroviario della stazione di Purley del 4 marzo 1989, un elettrotreno passato un segnale in pericolo si è scontrato con un altro appena a nord della stazione; una parte del treno anteriore è caduto giù per la scarpata, uccidendo cinque persone e ferendone 88.

## Caratteristiche

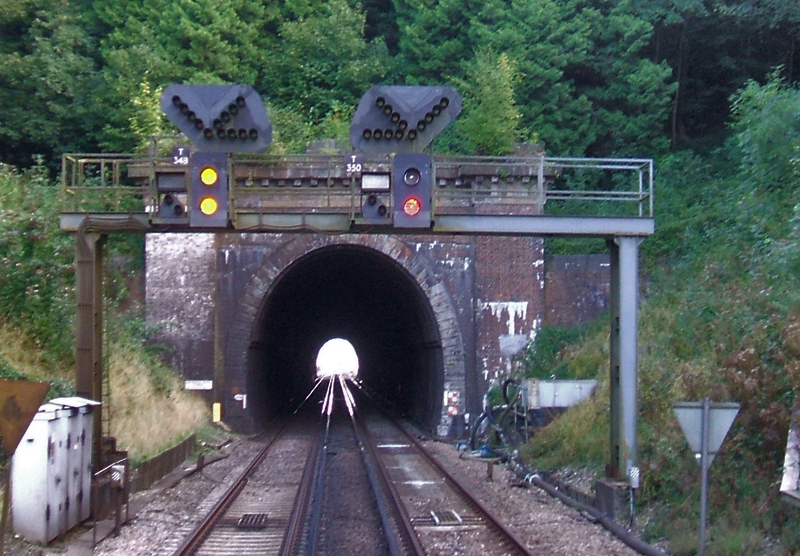
Segnali bidirezionali, fuori dalla galleria di Haywards Heath

La linea è a scartamento ferroviario di tipo ordinario a 1435 mm. La trazione è elettrica a 750 V a corrente continua tramite terza rotaia.
All'inizio del XXI secolo, sull'impianto di alimentazione sono stati effettuati lavori di miglioramento propedeutici all'introduzione di materiale Electrostar da parte di Southern.
Tra il bivio della galleria di Balcombe e la stazione di Preston Park, la linea si riduce da quattro a due binari, con solo un breve anello di passaggio a quadruplo binario tra il bivio di Copyhold e il bivio di Haywards Heath sud (attraverso la stazione di Haywards Heath).
Per minimizzare gli effetti di un guasto sulla linea, dunque, questa è divisa in quattro sezioni di segnalamento bidirezionale, che consentono ai treni di attraversare e circolare sul binario opposto a quello del senso di marcia. Queste tratte sono:
- Dal bivio della galleria di Balcombe al bivio di Copyhold;
- Dal bivio di Copyhold al bivio di Haywards Heath sud (solo binari esterni);
- Dal bivio di Haywards Heath sud al bivio di Keymer;
- Dal bivio di Keymer alla stazione di Preston Park.

Nell'anello di passaggio attraverso Haywards Heath, i due binari interni sono segnalati in modo bidirezionale solo a sud della stazione di Haywards Heath, il che consente ai treni di invertire la marcia nella stazione da/verso sud. A nord della stazione questi binari possono essere utilizzati solo nelle rispettive direzioni.

### Percorso
|  | Head station |

|  | Unknown route-map component "ABZgl" | Unknown route-map component "STR+r" |

|  | Straight track | Non-passenger end station |

| Transverse water | Unknown route-map component "hKRZWae" | Transverse water |

|  | Unknown route-map component "d" | Unknown route-map component "CONTr+f" | Unknown route-map component "vSHI2gl-" |  |  |

|  | Unknown route-map component "d" | Straight track | Unknown route-map component "vHST-STR" |  |  |

|  | Unknown route-map component "d" | Junction both to and from left | Unknown route-map component "vKRZo" | Unknown route-map component "CONT1+r" |  |

|  | Unknown route-map component "d" | Straight track | Unknown route-map component "vSHI1l-STRl" | Unknown route-map component "CONTfq" |  |

|  | Unknown route-map component "d" | Straight track | Junction both to and from left | Unknown route-map component "CONTfq" |  |

|  | Unknown route-map component "d" | Junction both to and from left | Unknown route-map component "KRZo" | Unknown route-map component "ABZq+r" | Unknown route-map component "LSTRr" |

| Unknown route-map component "d" | Straight track | Junction both to and from left | One way rightward |

| Unknown route-map component "d" | Unknown route-map component "BHF-L" | Unknown route-map component "BHF-R" |  |

| Unknown route-map component "d" | Unknown route-map component "CONT3+g" | Unknown route-map component "SHI1r" |  |

| Stop on track |

| Stop on track |

|  | Unknown route-map component "ABZgl" | Unknown route-map component "CONTfq" |

|  | Unknown route-map component "CONTgq" | Unknown route-map component "KRZor+l" | Unknown route-map component "CONTfq" |  |

| Stop on track |

| Stop on track |

| Stop on track |

| Stop on track |

|  |  |  | Unknown route-map component "ABZgl" | Unknown route-map component "STR+r" | Unknown route-map component "CONT1+f" |  |

|  |  | Unknown route-map component "CONTgq" | Unknown route-map component "KRZo" | Unknown route-map component "ABZgxr+r" | Straight track |  |

|  |  | Straight track | One way leftward | Unknown route-map component "ABZgr" |

|  |  | Unknown route-map component "ABZg+l" | Transverse track | One way rightward |

| Unknown route-map component "KDSTaq" | Unknown route-map component "ABZgr" |  |

| Stop on track |

| Stop on track |

|  | Unknown route-map component "ABZgl" | Unknown route-map component "CONTfq" |

| Stop on track |

|  | Unknown route-map component "ABZgl" | Unknown route-map component "STR+r" |

|  |  | Unknown route-map component "XBHF-L" | Unknown route-map component "XBHF-R" |  |

|  | Unknown route-map component "CONTgq" | Unknown route-map component "KRZo" | Unknown route-map component "ABZgr" |  |

|  |  | Straight track | One way leftward | Unknown route-map component "CONTfq" |

|  | Unknown route-map component "ABZg2" | Unknown route-map component "LLSTRc3" |

|  | + Unknown route-map component "eHST" + Unknown route-map component "LLSTRc1" | + Unknown route-map component "LLSTR+4" |

|  | + Straight track + Unknown route-map component "LLSTRc2" | + Unknown route-map component "LLSTR3" |

| Unknown route-map component "LLSTRc2" | Unknown route-map component "KRZ3+1o" | Unknown route-map component "LLSTRc4" |

| + Unknown route-map component "LLCONT1" | + Straight track + Unknown route-map component "LLSTRc4" |  |

| Enter and exit tunnel |

| Unknown route-map component "SKRZ-Bu" |

| Unknown route-map component "SKRZ-Bo" |

| Enter and exit tunnel |

| + Unknown route-map component "LLCONT2" | + Straight track + Unknown route-map component "LLSTRc3" |  |

| Unknown route-map component "LLSTRc1" | Unknown route-map component "ABZg+4" |  |

| Stop on track |

| Stop on track |

| Stop on track |

| Airport | Station on track |  |

| Station on track |

| Unknown route-map component "CONTgq" | Unknown route-map component "ABZq+l" | Unknown route-map component "ABZgr" |  |  |

| Non-passenger end station | Straight track |  |

| Unknown route-map component "d" | Unknown route-map component "d" | Unknown route-map component "d" + Unknown route-map component "SHI3+l" | Unknown route-map component "d" + Straight track | + Unknown route-map component "exCONTf@Fq" + Unknown route-map component "SHI3+r" |  |

| Unknown route-map component "d" | Unknown route-map component "d" | Unknown route-map component "d" + Non-passenger station/depot on track | Unknown route-map component "d" + Straight track | + Non-passenger station/depot on track |  |

| Unknown route-map component "d" | Unknown route-map component "d" | Unknown route-map component "d" + Unknown route-map component "SHI3l" | Unknown route-map component "d" + Straight track | + Unknown route-map component "SHI3r" |  |

| Unknown route-map component "SKRZ-Bu" |

| Enter and exit tunnel |

| Stop on track |

| Transverse water | Unknown route-map component "hKRZWae" | Transverse water |

|  |  | Straight track | Unknown route-map component "exSTR+l" | Unknown route-map component "exCONTfq" |

|  |  | Straight track | Unknown route-map component "KDSTxa" | Unknown route-map component "MINE" |

|  | Unknown route-map component "ABZg+l" | One way rightward |

| Station on track |

| Enter and exit short tunnel |

| Stop on track |

|  | Unknown route-map component "ABZgl" | Unknown route-map component "CONTfq" |

| Station on track |

| Stop on track |

| Enter and exit short tunnel |

| Enter and exit tunnel |

| Stop on track |

|  | Unknown route-map component "STRc2" | Unknown route-map component "ABZ23" | Unknown route-map component "STRc3" |  |

|  | Unknown route-map component "STR+1" | Non-passenger head station + Unknown route-map component "STRc14" + Unknown route-map component "HUBa" | Unknown route-map component "STR+4" |  |

|  | Straight track | Junction both to and from left + Unknown route-map component "HUB" | Junction both to and from right |  |

|  | Straight track | Non-passenger end station + Unknown route-map component "HUBe" | Straight track |  |

|  | Straight track | Unknown route-map component "STRc2" | Unknown route-map component "ABZ3+gl" | Unknown route-map component "CONTfq" |

| Unknown route-map component "CONTgq" | Unknown route-map component "ABZqr" | Unknown route-map component "ABZ+1r" | Unknown route-map component "STRc4" |  |

| End station |

|  | Unknown route-map component "d" | Continuation backward |  |  |

|  | Unknown route-map component "vKBHFa-BHF" |

|  | Unknown route-map component "vSTR-eBHF" |

|  | Unknown route-map component "vSTR-eBHF" |

|  | Unknown route-map component "vÜST" |

| + Unknown route-map component "CONTgq" | Unknown route-map component "d" + Unknown route-map component "ABZgr" | + Straight track |  |  |

|  | Unknown route-map component "d" + Straight track | + Unknown route-map component "ABZgl" | + Unknown route-map component "CONTfq" |  |

|  | Unknown route-map component "d" + Unknown route-map component "SHI1l" | + Unknown route-map component "CONT2+g" |  |  |

|  | Unknown route-map component "ABZg+l" | Unknown route-map component "CONTfq" |  |

|  | Station on track |

| Unknown route-map component "CONTgq" | Unknown route-map component "KRZu" | Unknown route-map component "CONTfq" |  |

|  | Stop on track |

| Unknown route-map component "CONTgq" | Unknown route-map component "KRZu" | Unknown route-map component "CONTfq" |  |

|  | Stop on track |

|  | Stop on track |

|  | Stop on track |

| Unknown route-map component "d" |  | Unknown route-map component "vSHI2gl-" |  |  |

| Unknown route-map component "d" | Unknown route-map component "CONTgq" | Unknown route-map component "vKRZo" | Unknown route-map component "CONTfq" |  |

| Unknown route-map component "d" | Unknown route-map component "CONTgq" | Unknown route-map component "vSTR-STRro" |  |  |

|  | Stop on track |

|  | Stop on track |

| Unknown route-map component "CONTgq" | Unknown route-map component "KRZu+lr" | Unknown route-map component "CONTfq" |  |

|  | Station on track |

| Unknown route-map component "KDSTaq" | Unknown route-map component "ABZgr" |  |  |

|  | Continuation forward |

| Continuation backward |

| Unknown route-map component "ABZg2" | Unknown route-map component "STRc3" |  |

| + Unknown route-map component "LSTR" + Unknown route-map component "STRc1" | + Unknown route-map component "HST+4" |  |

| + Unknown route-map component "LSTR2" | + Straight track + Unknown route-map component "LLSTRc3" |  |

| Unknown route-map component "LLSTRc1" | Unknown route-map component "KRZ2+4u" | Unknown route-map component "LLSTRc3" |

|  | + Straight track + Unknown route-map component "LLSTRc1" | + Unknown route-map component "LLCONT4" |

|  | Enter and exit tunnel |

|  | Unknown route-map component "SKRZ-Bu" |

|  | Unknown route-map component "SKRZ-Bo" |

|  | Stop on track |

|  | Station on track |

| Unknown route-map component "CONTgq" | Unknown route-map component "ABZgr" |  |

|  | Unknown route-map component "ABZgl" | Unknown route-map component "CONTfq" |

|  | Unknown route-map component "SPLa" |

|  | Unknown route-map component "vSTR-KDSTe" |

|  | + Unknown route-map component "SHI1+r" + Unknown route-map component "LLSTRc2" | + Unknown route-map component "LLCONT3" |

| Unknown route-map component "STRc2" | Unknown route-map component "ABZ3+1g" | Unknown route-map component "LLSTRc4" |

| Unknown route-map component "CONT1" | Unknown route-map component "STRc4" |  |

La linea ha due capolinea nel centro di Londra: il ramo occidentale parte da Londra Victoria, mentre quello orientale ha origine a London Bridge. Il ramo di Victoria è a quadruplo binario, con servizi veloci sulla coppia di binari occidentale e servizi lenti su quella orientale. Uscendo da Victoria, il ramo corre prevalentemente verso sud-ovest fino a Clapham Junction, dove gira a sud-est verso East Croydon. La diramazione di London Bridge inizia in direzione est, ma svolta rapidamente verso sud poco prima della prima stazione intermedia (New Cross Gate) e prosegue approssimativamente verso sud fino a East Croydon passando per Norwood Junction; anche questa diramazione ha quattro binari, ma i servizi espressi utilizzano la coppia di binari interna e i servizi locali quelli esterni. Le due diramazioni si uniscono al bivio di Windmill Bridge, appena a nord della stazione di East Croydon; la linea prosegue poi prevalentemente verso sud per il resto del suo percorso. La disposizione dei binari a sud del bivio è la stessa del ramo Victoria (cioè servizi veloci sulla coppia di binari occidentale).
Questa disposizione continua fino al bivio di Stoats Nest, appena a sud di Purley; a questo punto la linea si divide in due percorsi a doppio binario, spesso chiamati linea di Redhill e linea Quarry. La linea di Redhill, che passa attraverso la cittadina omonima, è una continuazione dei binari lenti ed è utilizzata dai servizi che effettuano tutte le fermate. È anche l'unica delle due linee ad avere un incrocio sia con la ferrovia delle North Downs che con la ferrovia Redhill-Tonbridge. La linea Quarry, invece, aggira Redhill per mezzo del tunnel ferroviario di Redhill (passando sotto la linea per Tonbridge) ed è una continuazione dei binari veloci. Come tale, non ha fermate intermedie, anche se la stazione di Coulsdon Nord è esistita sulla linea fino al 1983.
La linea è lunga 81,5 km misurate da Londra Victoria a Brighton attraverso la linea Quarry. Il ramo di London Bridge è lungo 15,9 km fino al bivio di Windmill Bridge (rispetto ai 16,3 km del ramo di Victoria). La linea di Redhill è lunga 14,4 km tra il bivio di Stoats Nest ed Earlswood (rispetto agli 11,6 km della linea Quarry).

## Traffico
La Govia Thameslink Railway, che gestisce i treni di Southern, del servizio Gatwick Express e della rete Thameslink, gestisce la maggior parte dei servizi passeggeri sulla linea, compresi tutti i servizi da e per i due capolinea di Londra.

Nel dettaglio, il servizio Gatwick Express effettua servizi non-stop tra Londra Victoria e Gatwick Aeroporto; alcuni di questi sono estesi fino a Brighton.
I treni suburbani e regionali della rete Thameslink servono la ferrovia Londra-Brighton e, tramite il ramo di London Bridge, proseguono lungo la "sezione centrale" del Thameslink attraverso il centro di Londra (via Londra Blackfriars e Londra St Pancras International) e oltre verso destinazioni a nord di Londra, tra cui Peterborough, Cambridge e Bedford. I servizi tra Three Bridges e Bedford sono attivi 24 ore al giorno.
Sulla ferrovia Londra-Brighton, tra New Cross Gate e Norwood Junction transitano anche i treni della relazione East London del servizio London Overground, gestito da Transport for London.
Infine, tra Gatwick Aeroporto e Redhill transitano alcuni treni della società Great Western Railway.